# Оранжевоока дървесна жаба
Оранжевооката дървесна жаба (Litoria chloris) е земноводно от семейство Дървесници (Hylidae).

## Разпространение
Този вид обитава дъждовните гори на източна Австралия и се среща в тясната крайбрежна ивица северно от Сидни до Прозерпайн.